# فرد گرات
فرد گرات (انگلیسی: Fred Garratt؛ 20 October 1888 – ۱۹۶۷ (۷۸−۷۹ سال)) بازیکن فوتبال بود.